# Kobrahatás

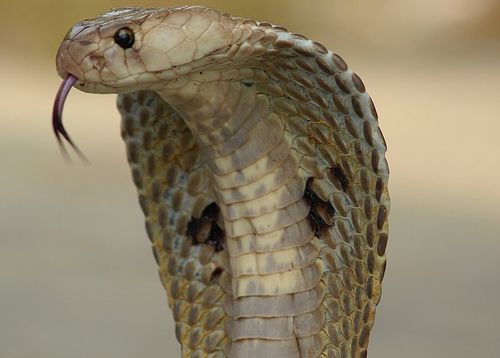
Kobra

A kobrahatás a nem kívánt következmények egy példája, mikor is a gazdasági ösztönzők olyan következményekkel járnak, amelyek eredetileg nem álltak a megbízó szándékában; így az adott problémára felkínált jószándékú, de a valós tényeket figyelmen kívül hagyó javaslat voltaképpen elmélyíti a problémát. A kontraszelekció ellentéte.

## Elnevezése, példái
Az elnevezés Horst Siebert német közgazdásztól származik. Alapja egy, a brit gyarmatbirodalom időszakából származó anekdota: a britek megelégelték, hogy Delhiben sok a veszélyes kobra, így pénzjutalmat ajánlottak a lakosságnak minden beszolgáltatott kígyóbőrért, azt remélve, hogy így rövid időn belül megszabadulnak a kígyóktól. Az élelmes indiaiak azonban tenyészteni kezdték a kobrákat, hogy minél több pénzt szerezzenek. A britek megtudták ezt, és visszavonták a jutalmakat. A tenyésztők ekkor szélnek eresztették az értéktelenné vált hüllőket, így végül még több kobra volt Delhiben, mint kezdetben.
Hasonló esetet jegyeztek fel Hanoiban a francia gyarmati uralom idején. A franciák felkérték a lakosságot, hogy segítsenek a patkányok kiirtásában, minden patkányfarokért egy centet fizetve. A helyiek a patkányok megölése helyett pusztán a farkakat vágták le, majd elengedték őket, hogy tovább szaporodjanak; sőt, farmokon is kezdték tenyészteni a patkányokat.
Egy másik tipikus eset Mexikóvároshoz fűződik. A hatóságok csökkenteni akarták a levegőszennyezést, így a hét adott napján csak adott rendszámú autóknak engedélyezték a közlekedést. A polgárok ekkor felvásárolták a használt autókat, hogy minden napra legyen egy autójuk, a szennyezés pedig nőtt.